# Raoul Trujillo
Raoul Maximiano Trujillo de Chauvelon (Santa Fe (New Mexico), 8 mei 1955) is een Amerikaans-Canadees acteur, danser, choreograaf en toneelregisseur.

## Levensloop
Trujillo is geboren en getogen in New Mexico en is een lid van de Ute Mountain Ute-stam. Als voormalig solist bij het Nikolais Dance Theatre, is hij de oorspronkelijke choreograaf en co-regisseur van het American Indian Dance Theatre. Trujillo's carrière omvat meer dan 100 film-, televisie- en theaterproducties, en heeft ook een reeks dansprogramma's gepresenteerd. Hij is genomineerd voor een Critics' Choice Award voor beste mannelijke bijrol in een miniserie of televisiefilm, met Saints & Strangers.
Trujillo is vooral bekend voor het spelen van Zero Wolf, een meedogenloze Maya-slavenvanger en de belangrijkste antagonist van Mel Gibson's Apocalypto (2006), en voor het spelen van de Iroquois-chef Kiotseaton in de film Black Robe. Hij verscheen in talloze spraakmakende en veelgeprezen films, waaronder The New World, Cowboys & Aliens, Riddick, Sicario en het vervolg Sicario: Day of the Soldado. Hij speelde ook in tientallen televisieseries in zowel ondersteunende als hoofdrollen, waaronder True Blood, Da Vinci's Demons, Salem en The Blacklist.

## Filmografie

### Films
Uitgezonderd korte films.
- Divided Loyalties (1990)
- Scanners II: The New Order (1991)
- The Adjuster (1991)
- Black Robe (1991)
- Clearcut (1991)
- White Light (1991)
- Montréal Stories (Segment: "Vue d'ailleurs") (1992)
- L'automne sauvage (1992)
- The Swordman (1992)
- Shadow of the Wolf (1992)
- Paris, France (1993)
- Highlander III: The Sorcerer (1994)
- Song of Hiawatha (1997)
- Waking Up Horton (1998)
- Un 32 août sur terre (1998)
- The Blue Butterfly (2004)
- Blood Trail (2005)
- The New World (2005)
- Apocalypto (2006)
- Doc West (2009)
- Love Ranch (2010)
- Cowboys & Aliens (2011)
- Blaze You Out (2013)
- Riddick (2013)
- Persecuted (2014)
- Sicario (2015)
- Blood Father (2016)
- Hochelaga, terre des âmes (2017)
- Octavio Is Dead! (2018)
- Sicario: Day of the Soldado (2018)
- 22 Chaser (2018)
- Cold Pursuit (2019)
- America: The Motion Picture (2021)
- The Last Manhunt (2022)
- Blue Beetle (2023)

### Televisieseries
Uitgezonderd eenmalige gastrollen.
- Black Fox (1995)
- The Invaders (1995)
- House of Frankenstein (1997)
- War of 1812 (1999)
- Freedom: A History of US (2003)
- Into the West (2005)
- Tin Man (2007)
- True Blood (2008)
- Moby Dick (2011)
- Neverland (2011)
- Heartland (2011-2012)
- Lost Girl (2011-2012)
- Strike Back (2013)
- Da Vinci's Demons (2014)
- The Wrong Mans (2014)
- Salem (2015)
- Saints & Strangers (2015)
- The Blacklist (2016)
- Frontier (2016)
- Get Shorty (2017)
- Jamestown (2017-2019)
- Mayans M.C. (2018-heden)